# Cat Quest II
Cat Quest II (a veces estilizado como Cat Quest II: The Lupus Empire) es un videojuego de acción y rol de 2019 desarrollado por The Gentlebros y distribuido por PQube. Una secuela de Cat Quest (2017), fue lanzado el 24 de septiembre de 2019 para iOS a través de Apple Arcade, PlayStation 4, Windows y Xbox One, y para Nintendo Switch el 24 de octubre de 2019. En el juego, los jugadores asumen el rol de un rey gato y un rey perro que trabajarán juntos para reclamar sus reinos de la tiranía. El juego ha recibido reseñas generalmente positivas.

## Jugabilidad
Cat Quest II es un videojuego de rol de acción. Los jugadores controlarán a un gato y a un perro—dos reyes destronados—que trabajan juntos para reclamar sus reinos de la tiranía. En el modo de un jugador, se controla a un personaje, mientras que la IA controlará al otro; tanto el gato como el perro pueden ser intercambiados manualmente. En el multijugador cooperativo, un segundo jugador puede controlar al gato o al perro. El gato y el perro pueden atacar, conjurar hechizos y rodar. Las armas varían entre armamentos de cuerpo a cuerpo que permiten atacar enemigos a corta distancia, y armas mágicas que permiten al usuario atacar a larga distancia, al costo de reducir su salud. El juego dispone de dos áreas distintas que cuentan con aldeas y enemigos, además de calabozos que los jugadores podrán explorar para obtener nuevos hechizos y otras recompensas. Además de la misión principal centrada en la historia, los jugadores también pueden completar misiones secundarias.

## Trama
El juego comienza con una escena prediciendo una profecía. Unos reyes gato y perro caen ante la corrupción de una gran maldad, pero finalmente volverían para redimirse como héroes. Los dos héroes son despertados por un espíritu llamado Kirry, quien les dice que sus respectivos reinos han sido tomados por unos usurpadores llamados Lioner y Wolfen. Los héroes deberán viajar a través del reino gato de Lioner, Felingard, y el reino perro de Wolfen, el imperio Lupus, buscando maneras de derrocar a los usurpadores mientras previenen el conflicto entre los reinos. Finalmente, los héroes se enteran de un arma legendaria conocida como Kingsblade, y comienzan a reforjarla. Antes de que la espada pudiera ser terminada, los héroes son emboscados y llevados a un reino llamado la «dimensión cero». Allí, un ser llamado Aelius revela que es el maestro de los usurpadores. Él les explica a los héroes que ellos son en realidad Lioner y Wolfen de una línea temporal alternativa, quienes fueron sacados de su mundo por Kirry.
Kirry le confiesa a los héroes que él inventó la profecía, los robó de una línea alterna, y borró sus memorias, esperando que lucharan contra Aelius y frustraran sus malvados planes. Aelius deja a los héroes y a Kirry atrapados en la dimensión cero, pero los tres logran escapar. Se reconcilian, y descubren que Lioner y Wolfen están planeando una guerra entre los reinos para que luchen a favor de Aelius. Los héroes logran evitar la guerra matando a Lioner y Wolfen, pero rápidamente se ven forzados a luchar contra el propio Aelius. Kirry llega al campo de batalla con un ejército compuesto por gatos y perros, y su unidad provoca que la Kingsblade se arregle mágicamente por su cuenta. Los héroes vencen a Aelius con la espada, se reconcilian con sus amigos, y regresan a su línea temporal original con ayuda de Kirry. En la escena poscréditos, se muestra que Aelius sobrevivió al ataque de la Kingsblade, y planea usarla para empezar el apocalipsis.

## Recepción
De acuerdo con el sitio web agregador de reseñas Metacritic, Cat Quest II recibió «reseñas generalmente favorables» para sus versiones de PC, Switch y PS4. RPGamer consideró al juego una mejora de su predecesor, aclamando el combate y la historia, pero sintió que la misión principal distraía al jugador de encontrar misiones secundarias. A Push Square le gustó el estilo de arte y llamó al combate «satisfactorio», pero consideró el diseño de las mazmorras repetitivo. Hardcore Gamer disfrutó de la implementación del multijugador y las armas a distancia, sintiendo que el juego le podría gustar a aquellos que no hayan disfrutado Cat Quest.